# Fogartach mac Cummascaig
Fogartach mac Cummascaig (mort en 786) est roi de roi de Sud-Brega  issu du sept Uí Chernaig de Lagore du Síl nÁedo Sláine lignée des  Uí Néill du sud. Il est le petit-fils de l'Ard ri Renn Fogartach (mort en 724). Il règne brièvement de  785 à 786.
Fogartach participe en 781 à la bataille Rig entre le  Síl nÁedo Sláine et les Uí Garrchon lignée des Laigin avec son cousin
Máel Dúin mac Fergusa (mort en 785), qui est roi de Loch gabor à cette époque. La campagne est
significative puisque les deux septs du Síl nÁedo Sláine, les Uí Chernaig et les Uí Chonaing de Nord-Brega, combattent ensemble alors qu'ils ont été en rivalité constante pendant tout le VIIIe siècle.
En 786 Febordaith, l'abbé de Tuilén est tué apparemment à l'instigation du Síl nÁedo Sláine. L'Ard ri Renn Donnchad Midi mac Domnaill (mort en 797) le venge en attaquant et défaisant les forces du Síl nÁedo Sláine lors de la bataille de Lia Finn or Tuilén et Fogartach est tué avec ses parents. Les deux septs, Uí Chernaig et Uí Chonaing, étaient encore unis à cette époque.
Fogartach porte le titre de  Roi de Loch Gabor (rí Locha Gabor)  lors de l'obit de sa mort dans les annales. Son fils Cummascach mac Fogartaig (mort en 797) sera également roi de Sud-Brega.